# Alai Ghasem
Alai Fadel Ali Hussain Ghasem, nacido el 16 de febrero de 2003, es un sueco-iraquí futbolista que juega para el AFC Eskilstuna, cedido por el IFK Göteborg.

## Carrera en clubes
Alai Ghasem creció en Hisingen, Gotemburgo, y comenzó a jugar al fútbol en el BK Häcken. A los 16 años, dejó su club de origen para unirse al rival IFK Göteborg, con el cual ganó el campeonato U19 de Suecia en 2021.
En el otoño de 2021, Ghasem estuvo cerca de unirse al club portugués FC Porto, pero la transferencia se frustró después de que cometiera "una tontería" y el club no estuviera dispuesto a pagar la compensación por formación ni la tarifa de transferencia.
En lugar de un traslado al extranjero, Ghasem firmó su primer contrato con el equipo principal del IFK Göteborg en mayo de 2022. Antes de esto, debutó con el primer equipo en una derrota 0-3 en un partido amistoso contra el Norrby IF el 18 de marzo de 2022. Tras su promoción al primer equipo, también debutó en la Allsvenskan en una victoria 2-0 contra el IK Sirius el 28 de agosto de 2022. En total, Ghasem jugó cuatro partidos en la Allsvenskan durante su temporada de debut. 
A finales de julio de 2023, Ghasem fue cedido al Utsiktens BK en un contrato de préstamo hasta el final de la temporada. En marzo de 2024, fue nuevamente cedido, esta vez al AFC Eskilstuna de la División 1, en un contrato de préstamo por toda la temporada.

## Carrera internacional
Alai Ghasem tenía la opción de representar a Suecia, Irak y Argelia.
Después de jugar en las categorías juveniles de Irak, debutó con la selección absoluta a los 19 años, disputando todo el partido que terminó 1-1 contra Omán el 23 de septiembre de 2022.

## Estadísticas
| Club                      | Temporada           | Liga                | Liga     | Liga  | Copa Nacional | Copa Nacional | Total    | Total |
| Club                      | Temporada           | División            | Partidos | Goles | Partidos      | Goles         | Partidos | Goles |
| ------------------------- | ------------------- | ------------------- | -------- | ----- | ------------- | ------------- | -------- | ----- |
| IFK Göteborg              | 2022                | Allsvenskan         | 4        | 0     | 1             | 0             | 5        | 0     |
| IFK Göteborg              | 2023                | Allsvenskan         | 4        | 0     | 0             | 0             | 4        | 0     |
| IFK Göteborg              | Total               | Total               | 8        | 0     | 1             | 0             | 9        | 0     |
| Utsiktens BK (préstamo)   | 2023                | Superettan          | 3        | 0     | 0             | 0             | 3        | 0     |
| AFC Eskilstuna (préstamo) | 2024                | Ettan Norra         | 1        | 0     | 0             | 0             | 1        | 0     |
| Total en su carrera       | Total en su carrera | Total en su carrera | 12       | 0     | 1             | 0             | 13       | 0     |

## Vida personal
El padre de Alai Ghasem es de Irak mientras que su madre es de Argelia.